# Bombuzal
Bombuzal is een computerspel dat werd uitgegeven door Image Works. Het spel kwam in 1988 uit voor de Commodore Amiga, Atari ST en Commodore 64. Later volgde ook een versie voor DOS (1989) en SNES (1990). In dit spel speelt de speler een klein wezentje genaamd Bombuzal. Hij moet op een klein eiland alle bommen laten ontploffen. Het spel bevat grote en kleine bommen met ieder hun eigen actieradius. Bij later levels komen er spelelementen bij, zoals ijsvloeren en verdwijnende vloerpanelen. Om het volgde level te halen moeten alle bommen exploderen. Het speelveld wordt isometrisch met bovenaanzicht weergegeven.

## Platforms
| Jaar | Platform                      |
| ---- | ----------------------------- |
| 1988 | Amiga, Atari ST, Commodore 64 |
| 1989 | DOS                           |
| 1990 | SNES                          |

## Ontvangst
| Beoordeeld door | Platform     | Datum         | Score |
| --------------- | ------------ | ------------- | ----- |
| WIZ             | Amiga        | november 1991 | 94%   |
| Génération 4    | SNES         | februari 1991 | 84%   |
| Power Play      | Amiga        | december 1988 | 78%   |
| Power Play      | Atari ST     | 1989          | 76%   |
| Power Play      | DOS          | februari 1990 | 75%   |
| Power Play      | Commodore 64 | januari 1989  | 75%   |